# Читальна зала

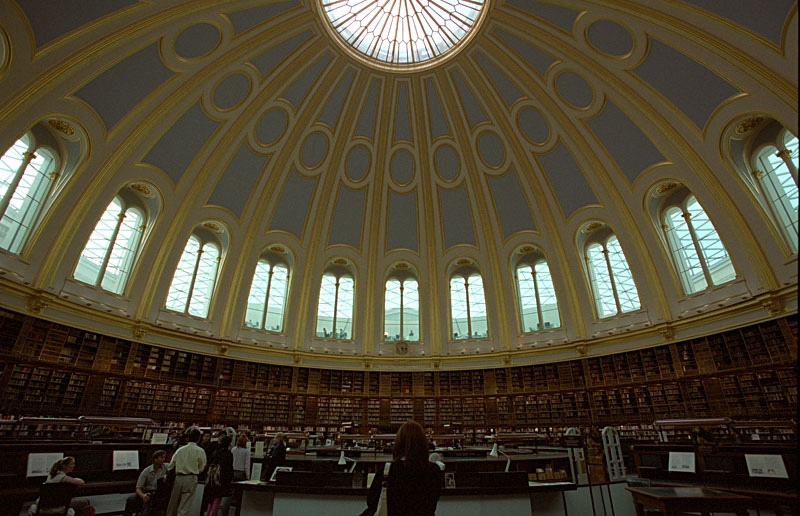
Купольна читальна зала Британської бібліотеки

Читальна зала, також читальний зал (англ. reading room, фр. salle de lecture, нім. Lesesaal) — приміщення в бібліотеці або архіві, яке відвідувачі використовують як місце роботи. Читальні зали мають особливе значення в бібліотеках без абонемента, а також архівних установах, оскільки є єдиним місцем, де користувачі можуть ознайомитися з замовленими матеріалами. Але й у бібліотеках, що надають можливість брати книжки додому через абонемент, з багатьма особливо цінними чи крихкими матеріалами можна працювати виключно в читальній залі (напр.: стародруки, фахові журнали, газети, енциклопедії, великі словники).
Водночас не всі бібліотеки мають читальні зали. Деякі (зокрема університетські бібліотеки) з відкритим доступом до фондів розташовують робочі столи чи стільці серед книжкових полиць. Бібліотеки можуть також пропонувати читачам індивідуальні бокси чи кабіни для роботи, які зазвичай слід замовити заздалегідь.
У читальній залі користувачі мають можливість навести у працівників читальної зали бібліотеки довідки про літературу.

## Оснащення
Читальні зали зазвичай пропонують читачим можливість роботи за письмовим столом. У більшості випадків до столу підведений струм для настільної лампи та розетка для використання власного комп'ютера.
Спеціальнізовані читальні зали, наприклад, зали періодики або карт, мають відповідні меблі для зручного користування виданнями великого формату.
У читальних залах як правило є можливість перегляду мікрофільмів за допомогою спеціального проектора.
Сучасні читальні зали оснащені комп'ютерами для пошуку та замовлення необхідних видань в електронному каталозі. Для користувачів пропонуються також комп'ютеризовані робочі місця з доступом до мережі інтернет. Читальні зали можуть бути оснащені системою VLAN з доступом до платних банків даних, безкоштовно доступних для читачів лише в приміщенні бібліотеки.

## Приклади відомих читальних зал
Одна з найвідоміших читальних зал — читальна зала Британської бібліотеки. З часу свого відкриття в 1857 році ця читальна зала стала одним з визначних місць Лондона, з грудня 2000 року її можна відвідати без попереднього запису в бібліотеку.

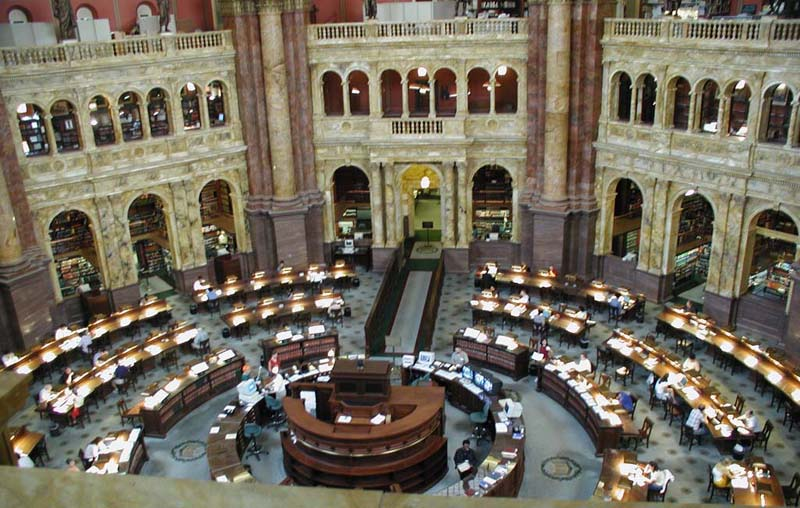
Бібліотека Конгресу, Вашингтон.
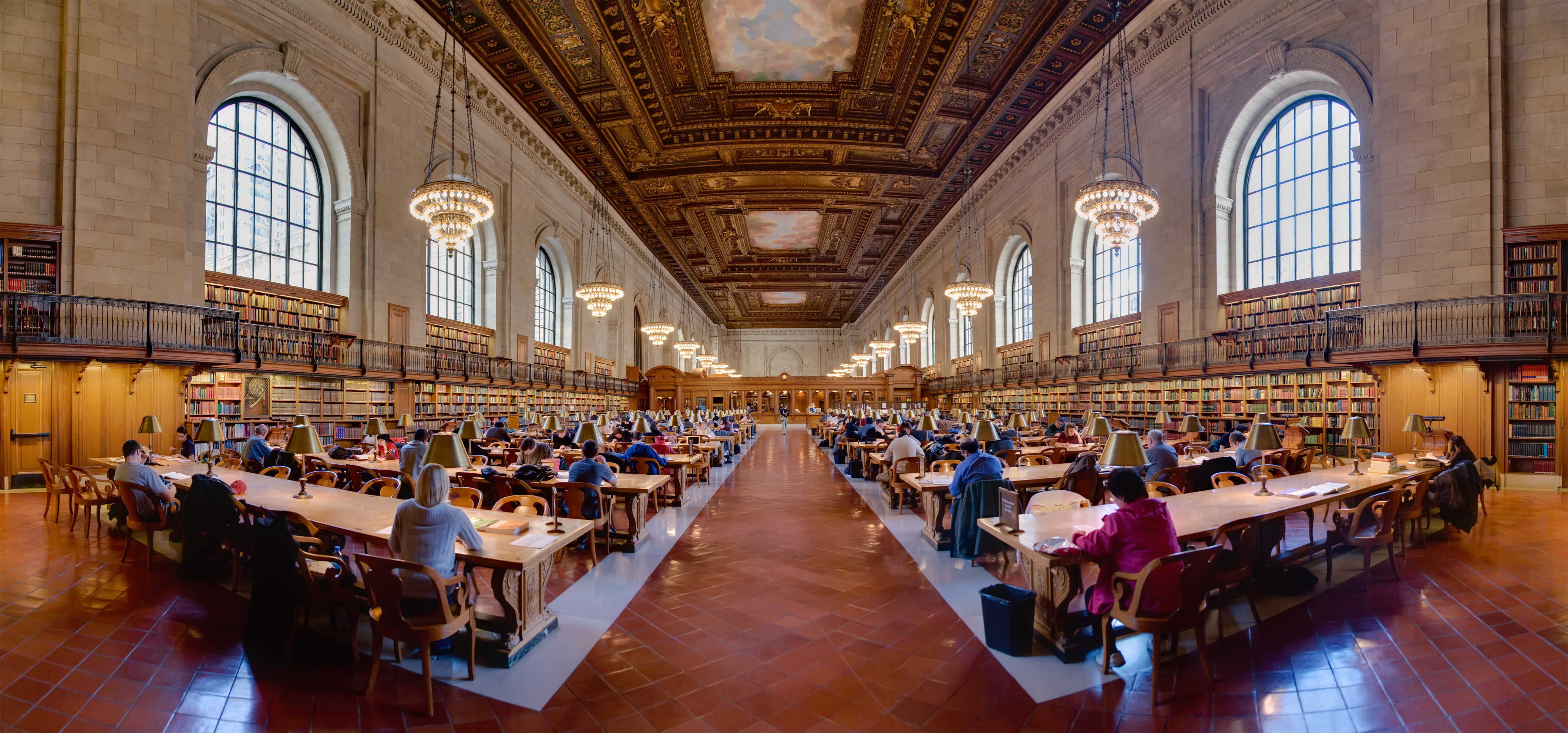
Нью-Йоркська публічна бібліотека, Нью-Йорк.
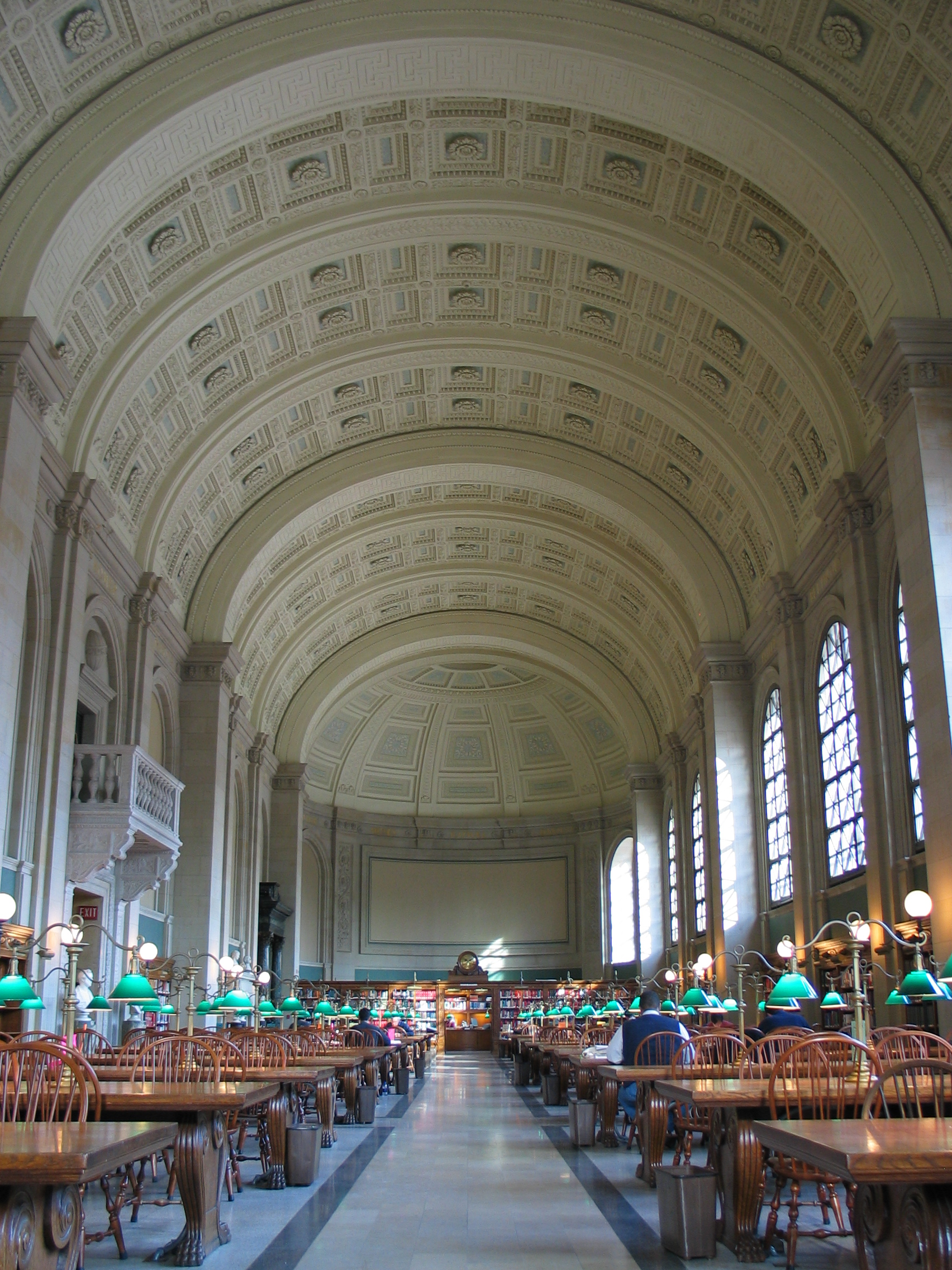
Бостонська публічна бібліотека, Бостон.
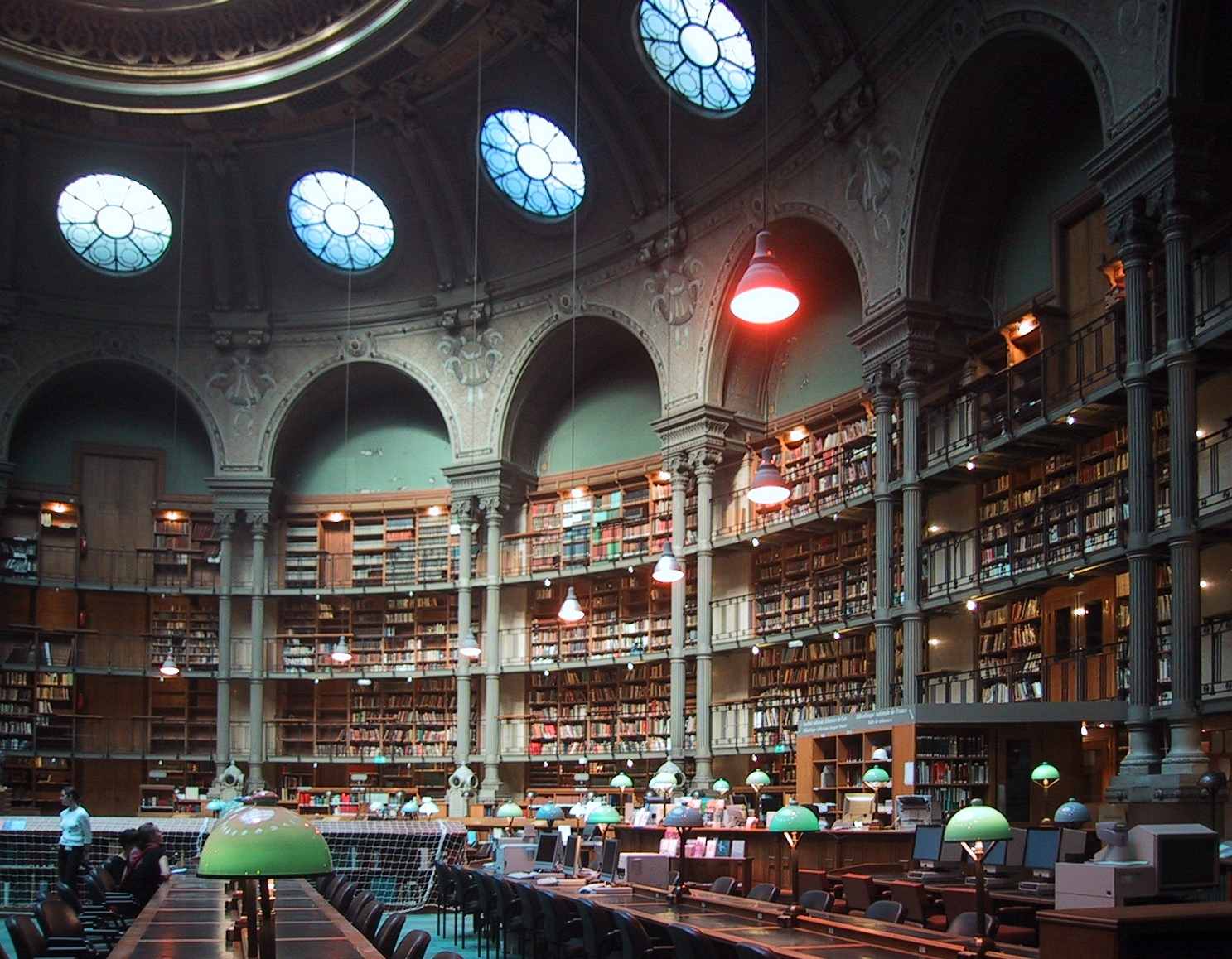
Національна бібліотека Франції, овальна зала на вулиці Рішельє, Париж.
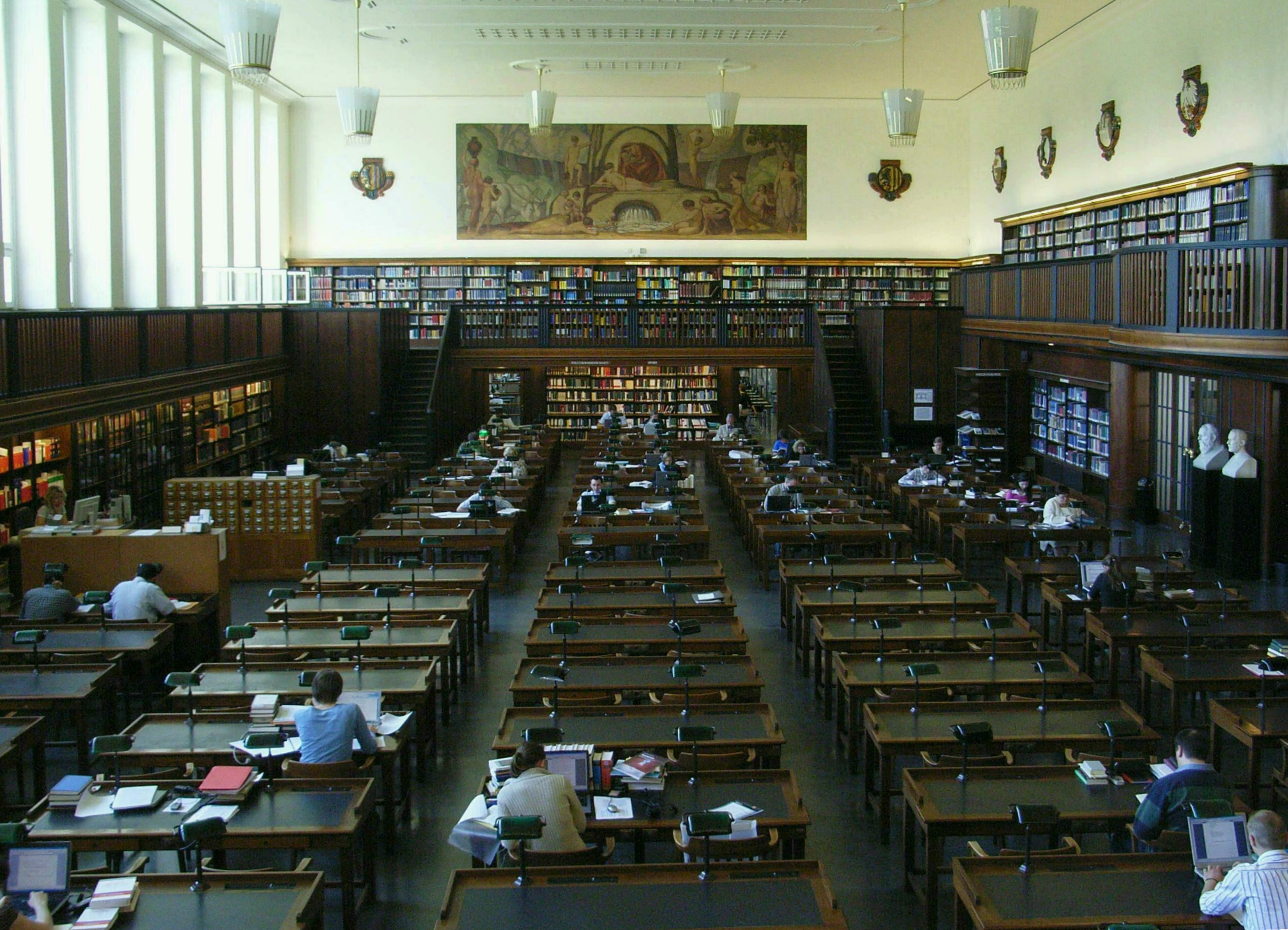
Німецька національна бібліотека, філія в Лейпцигу.
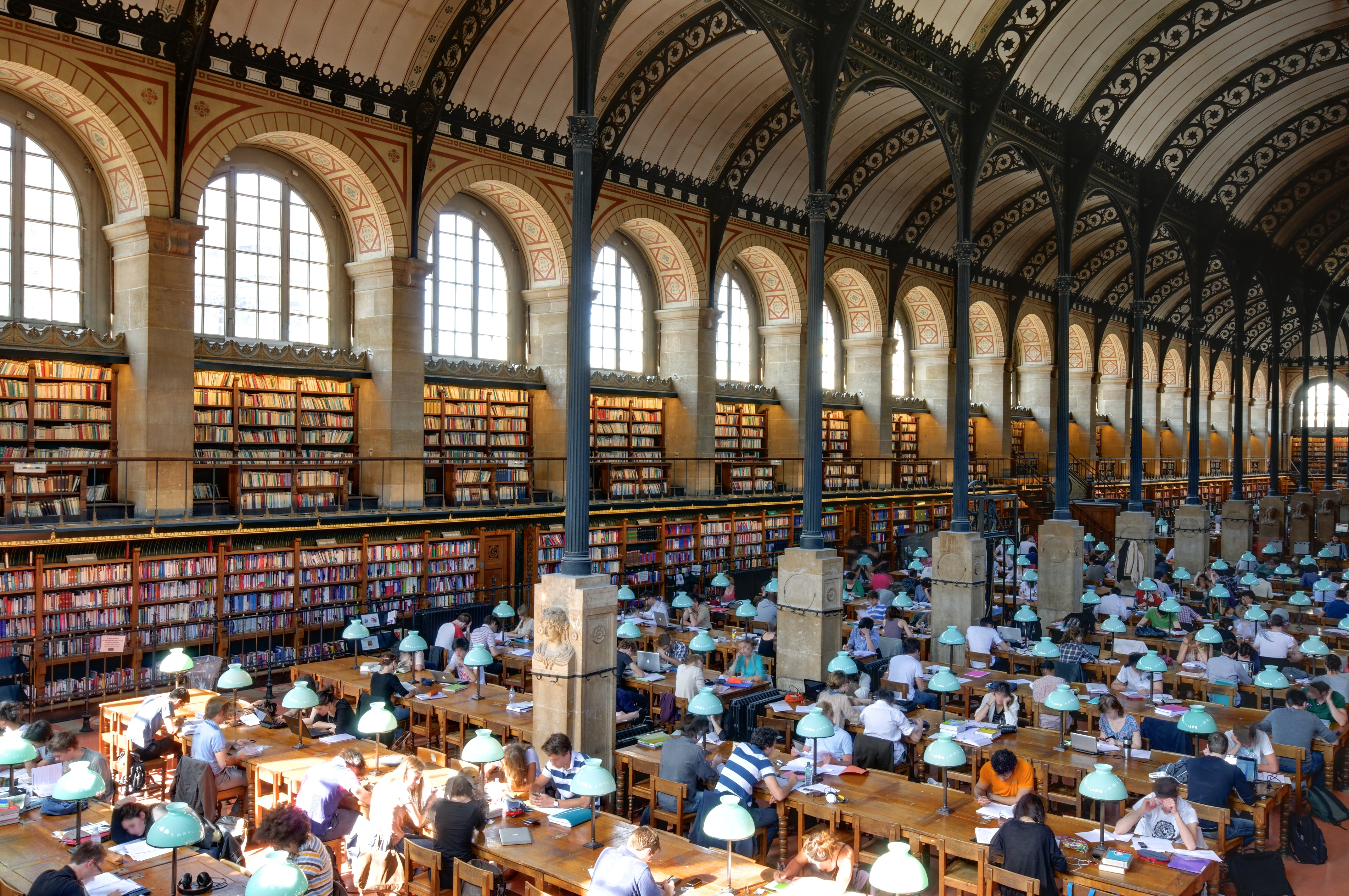
Бібліотека Святої Женев'єви, Париж.
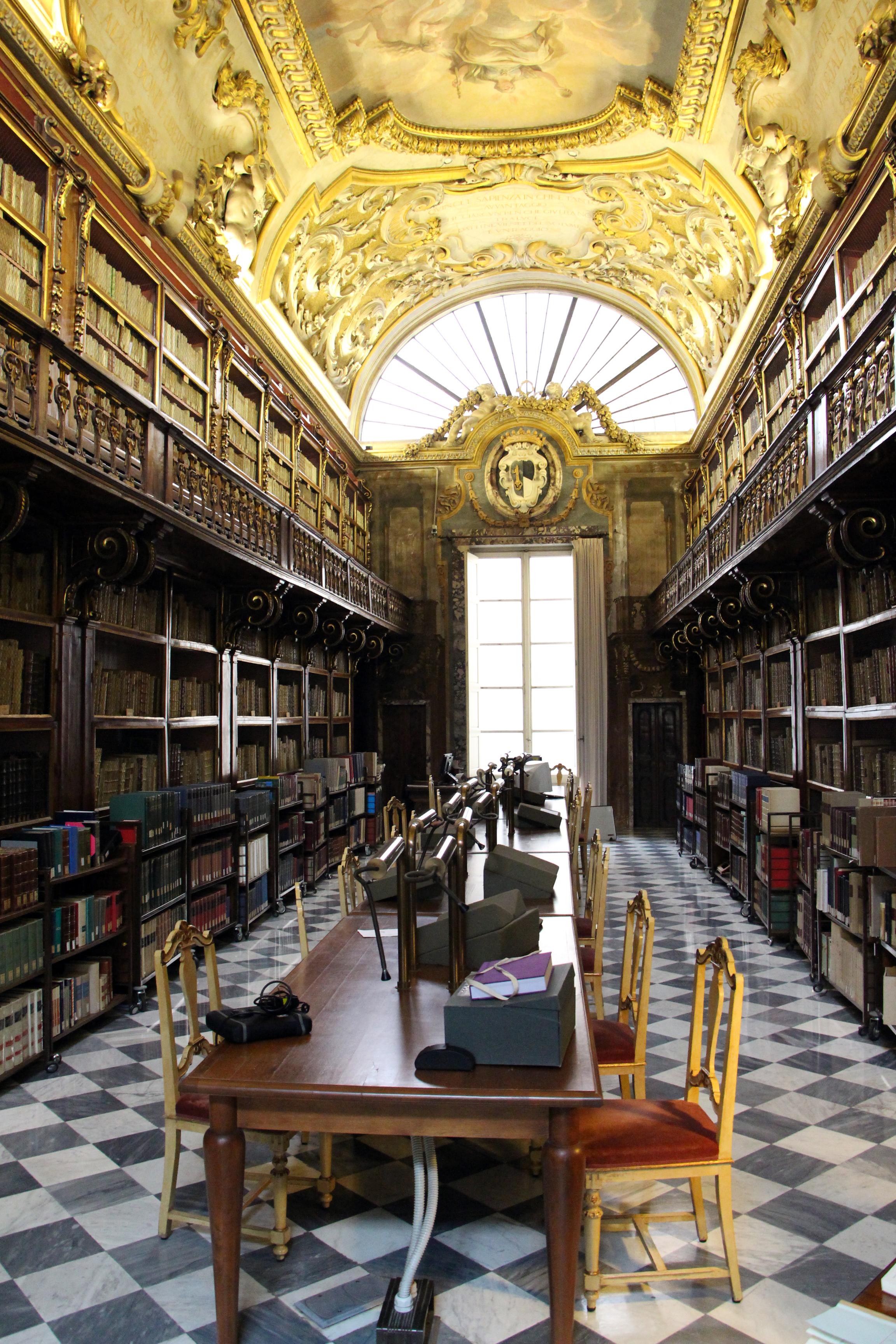
Ріккардіанська бібліотека, Флоренція.
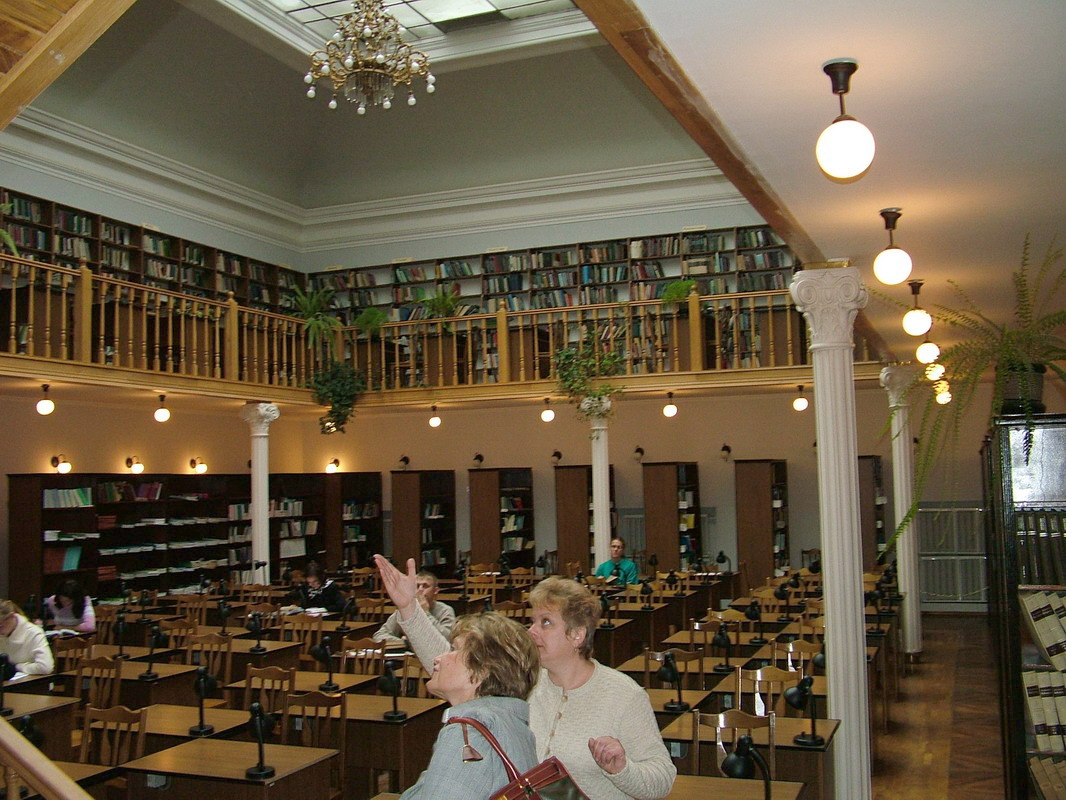
Львівська національна наукова бібліотека України імені Василя Стефаника, Львів.
Одна з читальних зал Наукової бібліотеки Чернівецького національного університету, Чернівці